# Phoenix VR
Phoenix VR — игровой движок, сочетающий в себе также программное обеспечение для создания 360° панорамных сцен на основе фотоснимков. Движок разработан французской компанией 4X Technologies S.A, которая была официально закрыта в 2003 году. В качестве игрового движка, технология нашла применение преимущественно в играх жанра «квест», и была использована в таких играх, как AmerZone: The Explorer’s Legacy, Sherlock Holmes: Mystery of the Mummy и многих других.

## Игры, использующие Phoenix VR
- 1998 — AmerZone: The Explorer’s Legacy от Microids
- 2000 — Dracula: Resurrection от Index и Canal+ Multimedia[1]
- 2000 — Louvre: The Messenger от Index и Canal+ Multimedia
- 2000 — Dracula 2: The Last Sanctuary от Index и Canal+ Multimedia[2]
- 2001 — Necronomicon: The Dawning of Darkness от Wanadoo и Canal+ Multimedia
- 2001 — The Cameron Files: Secret at Loch Ness от The Adventure Company
- 2002 — The Cameron Files: Pharaoh's Curse от The Adventure Company
- 2002 — Sherlock Holmes: Mystery of the Mummy от Frogwares[3][4]
- 2003 — The Omega Stone от Omni Adventures